# خرده‌دهقانان (مجموعه تلویزیونی)
خرده‌دهقانان (لهستانی: Chłopi) یک مجموعهٔ تلویزیونی درام لهستانی است که در سال ۱۹۷۲ منتشر شد. این سریال بر اساس رمان خرده‌دهقانان اثر ووادیسواف ریمونت ساخته شد.

## گزیدهٔ بازیگران
- ووادیسواف هاینچا
- اینیاسی گوگولفسکی
- امیلیا کراکوفسکا
- یادویگا خودنایتسکا
- تادئوش فی‌یفسکی
- آئوگوست کوالچیک
- فرانچیشک پیچکا
- برونیسواف پاولیک
- تادئوش یانچار
- بولسواف پوتنیکی
- باربارا لودویژانکا
- ماگدالنا وویکو
- میچیسواف چخوویچ
- باربارا بورسکا
- یوزف نوواک
- استانیسواف میلسکی
- الکساندر فوژیل
- ایگور اشمیاووفسکی
- زوفیا مرل
- زیگمونت زینتل
- هالینا کوسوبودزکا
- لخ اردن
- ایرنا کارل
- کاژیمیش ویخنیاش
- استانیسواف نیوینسکی
- کریستینا کوئوجِـیچیک
- باربارا وائوکوونا
- واندا ووچیتسکا
- یانوش پالوشکیه‌ویچ
- یرژی روگالسکی
- بوگوسواف سوخناتسکی
- آرکادیوش بازاک
- آندژی سورین
- ویسواوا کواشنیفسکا
- ویرگیلیوش گرین
- کاژیمیش تالارچیک
- یان پاوئو کروک
- باربارا راخوالسکا
- هالینا باینو-وُزا
- آندژی کراشیتسکی
- وویچیخ زاگورسکی
- استانیسواف گاولیک
- ماچئی دامینتسکی
- یوزف وُدینسکی
- زجیسواف ماکلاکیه‌ویچ
- فلیکس ژوکوفسکی
- لئونارد آندژیفسکی
- کریستینا فلدمان
- ماریا کلیدیش
- ایزابلا جیارسکا
- استفان اشمیت